# Fiorenzo IV d'Olanda
Fiorenzo IV d'Olanda (in olandese Floris IV van Holland; L'Aia, 24 giugno 1210 – Corbie, 19 luglio 1234) fu il quindicesimo (secondo gli Annales Egmundani, fu il tredicesimo) conte d'Olanda dal 1222 fino alla sua morte.

## Origine
Secondo il capitolo n° 61 della Chronologia Johannes de Beke, Fiorenzo era il figlio maschio primogenito del quattordicesimo (secondo gli Annales Egmundani, fu il dodicesimo) Conte d'Olanda, Guglielmo I e della sua prima moglie, Adelaide di Gheldria (1186 circa - 1218), che secondo le Gesta Episcopum Traiectensium era figlia del conte di Gheldria, Ottone I, che era stato compagno d'arme di Guglielmo I in Terra santa e di Riccarda di Baviera (1173-1231), che, come risulta dalla Genealogia Ottonis II Ducis Bavariæ et Agnetis Ducissæ era la moglie di Ottone I di Gheldria (Otto comes de Gelre) ed era la quarta figlia femmina del duca di Baviera, Ottone I.
Guglielmo I d'Olanda, secondo il capitolo n° 57a della Chronologia Johannes de Beke, Guglielmo era il figlio maschio secondogenito dell'undicesimo (secondo gli Annales Egmundani, fu il decimo) Conte d'Olanda, Fiorenzo III e di Ada di Scozia, che, sempre secondo il capitolo n° 57a della Chronologia Johannes de Beke, Ada era la figlia del conte di Huntingdon e di Northumbria ed erede al trono di Scozia, Enrico e di Ada de Warenne, che, secondo il cronista, priore dell'abbazia di Bec e sedicesimo abate di Mont-Saint-Michel, Robert di Torigny, era la moglie di Enrico e la madre del re di Scozia, Malcolm (la Chronica de Mailros riporta che Ada era la sorella del re di Scozia, Malcolm), figlia di Guglielmo II di Warenne e Elisabetta di Vermandois (definisce Ada sorella uterina di Waleran de Beaumont, I conte di Worcester).

## Biografia
Suo padre, Guglielmo, che, già in gioventù, secondo il capitolo n° 59a della Chronologia Johannes de Beke, aveva partecipato col padre, Fiorenzo III, nel 1190, alla terza crociata e, poi, per cinque anni, era rimasto in Terra santa, partecipò, nel 1217, anche alla Quinta crociata,  prendendo parte alla cattura di Damietta, e, durante il trasferimento in Terra santa, si era fermato a Lisbona e partecipando alla conquista della cittadina portoghese di Alchacia, come ci informa il cronista e monaco benedettino inglese, Matteo di Parigi, nel suo Matthæi Parisiensis, Monachi Sancti Albani, Chronica Majora, Vol. III.
Ma mentre suo padre, Guglielmo era in Terra Santa, Fiorenzo rimase orfano della madre, Adelaide, che morì il 12 febbraio 1218, come conferma il capitolo n° 65b della Chronologia Johannes de Beke.
Fiorenzo fu tutelato dal cugino, Baldovino I di Bentheim, come si può dedurre dal documento nº 395 dell'Oorkondenboek Holland, datato 2018, inerente ad una donazione fatta all'abbazia di Middelburg, dove si definisce conte di Benthem e amministratore per l'Olanda(comes de Benthem et procurator Hollandie),
Suo padre, Guglielmo morì il 4 febbraio 1222, come conferma il capitolo n° 65b della Chronologia Johannes de Beke, riporta che Guglielmo (Wilhelmus autem comes) morì, nel 1222 (mccxxii) il 4 febbraio (ii nonas februarii), continuando che fu sepolto nell'abbazia di Rijnsburg, accanto alla prima moglie, Adelaide,
Fiorenzo, essendo il figlio primogenito, gli succedette come Fiorenzo IV, conte d'Olanda, come conferma il capitolo n° 66a della Chronologia Johannes de Beke,.
Durante il primo periodo del regno, a causa della sua giovane età, il cugino, Baldovino I di Bentheim, fu reggente della contea; infatti compare tra i firmatari del documento nº 430 dell'Oorkondenboek Holland, datato 1223, inerente ad un contratto tra Fiorenzo IV ed il conte di Zelandia (Theodoricus dominus de Voirne, castellanus Zelandie).
Secondo la Chronique des Ducs de Brabant di Adrian van Baerland, Fiorenzo entrò in guerra contro il duca di Brabante, Enrico I, che era il padre della sua matrigna, Maria di Brabante e venne fatto prigioniero e ne divenne il genero.
Nel 1224 sposò Matilde di Brabante (1200-1267), che, secondo la Genealogia Ducum Brabantiæ Heredum Franciæ era la figlia femmina quartogenita del Duca della Bassa Lorena, conte di Lovanio e primo duca di Brabante, Enrico I e di Matilde di Boulogne, che era faglia del Conte di Boulogne, Matteo di Lorena e della Contessa di Boulogne, Maria; suo padre, Enrico I di Brabante era figlio del Duca della Bassa Lorena, Goffredo III di Lovanio e di Margherita di Limburgo. Il matrimonio viene confermato anche dal capitolo n° 66a della Chronologia Johannes de Beke,
Matilde di Brabante era vedova di Enrico VI, conte palatino del Reno, dal 1214 come ci conferma la Oude Kronik van Brabant (non consultata).
Conquistò la Land van Heusden en Altena nel Brabante Settentrionale. Fu in costante contrasto con Otto II di Lippe, vescovo di Utrecht, ma nel 1227 lo aiutò nel sedare le proteste dei contadini del Drenthe. Nel 1234 Fiorenzo combatté contro gli stedingi a nord della città di Brema..
Fiorenzo viene citato nel documento n° 523, datato 1231, dell'Oorkondenboek Holland, inerente alla conferma dei diritti dell'Abbazia di Rijnsburg, su alcuni terreni, in compaiono come testimoni anche la moglie, Matilde e la sorella, Riccarda.
Nel 1233, suo fratello , Ottone d'Olanda, secondo il Kronijk van Arent toe Bocop, divenne il trentaseiesimo vescovo di Utrecht, come ci testimonia anche il capitolo n° 69a della Chronologia Johannes de Beke, che continua affermando che Fiorenzo IV, assieme al suocero, il duca di Brabante, Enrico I, ed al conte di Kleve, Teodorico V, ripopolò la Stedingia, dopo la vittoria riportata sugli eretici Stedingi.
Il 19 luglio 1234, Fiorenzo fu ucciso durante un torneo a Corbie in Francia. Secondo il capitolo n° 69b della Chronologia Johannes de Beke, Fiorenzo, durante il torneo, per le galanterie rivolte a Matilde di Dammartin, la moglie del Conte di Clermont-en-Beauvaisis, Filippo Hurepel di Clermont (figlio del re di Francia Filippo II Augusto e della sua terza sposa Agnese di Merania e fratellastro di Luigi, futuro Luigi VIII di Francia), ne aveva suscitato un'ira feroce e prontamente gli aveva scatenato contro i suoi armigeri francesi e, mentre Fiorenzo cercava di resistere agli attacchi, il conte di Clermont lo colpì con violenza uccidendolo. Pare che vi fu la reazione degli armigeri germanici e il conte di Kleve, Teodorico V, uccise Filippo, conte di Clermont, vendicando Fiorenzo. Il corpo di Fiorenzo fu trasportato in Olanda e sepolto nell'abbazia di Rijnsburg. Anche la Beka's Egmondsch Necrologium, in Oppermann, O. (1933) Fontes Egmundenses a pagina 109, riporta l'anno ed il giorno della morte di Fiorenzo ed il luogo di sepoltura (non consultata).
A Fiorenzo, Secondo il capitolo n° 70a della Chronologia Johannes de Beke, succedette il figlio primogenito, Guglielmo, come Guglielmo II, conte d'Olanda, sotto la tutela dello zio Ottone, vescovo di Utrecht, mentre la reggenza veniva esercitata dall'altro zio, Guglielmo d'Olanda, come ci viene confermato dal documento n° 566 dell'Oorkondenboek Holland, datato 1235, in cui Guglielmo viene definito tutore dell'Olanda(Wilhelmus tutor Hollandiæ).

## Discendenza
Fiorenzo da Matilde ebbe cinque figli: 
- Guglielmo[15] ( † 28 gennaio 1256), fu Conte d'Olanda[25].
- Fiorenzo[15] ( †  26 marzo 1258), reggente d'Olanda
- Adelaide[15] ( †  marzo/aprile 1284), che sposò Giovanni d'Avesnes e fu madre del conte d'Olanda, Giovanni II d'Olanda, come ci conferma la Chronologia Johannes de Beke, come sorella di Guglielmo[27]
- Margherita[15] ( †  26 marzo 1277), che sposò Ermanno conte di Henneberg
- Riccarda ( †  dopo il 28 gennaio 1256), citata nel capitolo n° 72i della Chronologia Johannes de Beke, come sorella di Guglielmo[28].

## Ascendenza
|                       |                      |                        | Genitori                         |  |  | Nonni |  |  | Bisnonni              |  |  | Trisnonni            |  |
|                       |                      |                        |                                  |  |  |       |  |  | Teodorico VI d'Olanda |  |  | Fiorenzo II d'Olanda |  |
|                       |                      |                        |                                  |  |  |       |  |  | Teodorico VI d'Olanda |  |  | Fiorenzo II d'Olanda |  |
|                       |                      | Gertrude di Lorena     |                                  |  |  |       |  |  | Teodorico VI d'Olanda |  |  |                      |  |
| Fiorenzo III d'Olanda |                      |                        |                                  |  |  |       |  |  | Teodorico VI d'Olanda |  |  |                      |  |
|                       |                      | Sofia di Rheineck      | Ottone I di Salm                 |  |  |       |  |  |                       |  |  |                      |  |
|                       |                      | Sofia di Rheineck      | Ottone I di Salm                 |  |  |       |  |  |                       |  |  |                      |  |
|                       |                      | Sofia di Rheineck      | Gertrude di Northeim             |  |  |       |  |  |                       |  |  |                      |  |
| Guglielmo II d'Olanda |                      | Sofia di Rheineck      |                                  |  |  |       |  |  |                       |  |  |                      |  |
|                       |                      | Enrico di Scozia       | Davide I di Scozia               |  |  |       |  |  |                       |  |  |                      |  |
|                       |                      | Enrico di Scozia       | Davide I di Scozia               |  |  |       |  |  |                       |  |  |                      |  |
|                       |                      | Enrico di Scozia       | Maud di Northumbria              |  |  |       |  |  |                       |  |  |                      |  |
| Ada di Scozia         |                      | Enrico di Scozia       |                                  |  |  |       |  |  |                       |  |  |                      |  |
|                       |                      | Ada de Warenne         | Guglielmo di Warenne             |  |  |       |  |  |                       |  |  |                      |  |
|                       |                      | Ada de Warenne         | Guglielmo di Warenne             |  |  |       |  |  |                       |  |  |                      |  |
|                       |                      | Ada de Warenne         | Elisabetta di Vermandois         |  |  |       |  |  |                       |  |  |                      |  |
| Fiorenzo IV d'Olanda  |                      | Ada de Warenne         |                                  |  |  |       |  |  |                       |  |  |                      |  |
|                       | Enrico I di Gheldria | Gerardo II di Gheldria |                                  |  |  |       |  |  |                       |  |  |                      |  |
|                       | Enrico I di Gheldria | Gerardo II di Gheldria |                                  |  |  |       |  |  |                       |  |  |                      |  |
|                       | Enrico I di Gheldria | Ermengarda di Zutphen  |                                  |  |  |       |  |  |                       |  |  |                      |  |
| Ottone I di Gheldria  | Enrico I di Gheldria |                        |                                  |  |  |       |  |  |                       |  |  |                      |  |
|                       |                      | Agnese d'Arnstein      | Luigi I d'Arnstein               |  |  |       |  |  |                       |  |  |                      |  |
|                       |                      | Agnese d'Arnstein      | Luigi I d'Arnstein               |  |  |       |  |  |                       |  |  |                      |  |
|                       |                      | Agnese d'Arnstein      | -                                |  |  |       |  |  |                       |  |  |                      |  |
| Adelaide di Gheldria  |                      | Agnese d'Arnstein      |                                  |  |  |       |  |  |                       |  |  |                      |  |
|                       |                      | Ottone I di Baviera    | Ottone IV di Wittelsbach         |  |  |       |  |  |                       |  |  |                      |  |
|                       |                      | Ottone I di Baviera    | Ottone IV di Wittelsbach         |  |  |       |  |  |                       |  |  |                      |  |
|                       |                      | Ottone I di Baviera    | Heilika di Pettendorf-Lengenfeld |  |  |       |  |  |                       |  |  |                      |  |
| Riccarda di Baviera   |                      | Ottone I di Baviera    |                                  |  |  |       |  |  |                       |  |  |                      |  |
|                       |                      | Agnese di Loon         | Luigi I di Loon                  |  |  |       |  |  |                       |  |  |                      |  |
|                       |                      | Agnese di Loon         | Luigi I di Loon                  |  |  |       |  |  |                       |  |  |                      |  |
|                       |                      | Agnese di Loon         | Agnese di Metz                   |  |  |       |  |  |                       |  |  |                      |  |
|                       |                      | Agnese di Loon         |                                  |  |  |       |  |  |                       |  |  |                      |  |

### Fonti primarie
- (LA)  Matthæi Parisiensis, Monachi Sancti Albani, Chronica Majora (“MP”), Vol. III.
- (LA)  Monumenta Germaniae Historica, Scriptores, tomus XVI.
- (LA)  Monumenta Germaniae Historica, Scriptores, tomus XVII.
- (LA)  Monumenta Germaniae Historica, Scriptores, tomus XXIII.
- (LA)  Monumenta Germaniae Historica, Scriptores, tomus XXV.
- (LA)  Chronologia Johannes de Bek.
- (LA)  Oorkondenboek Holland.
- (LA)  Chronique de Robert de Torigni, abbé du Mont-Saint-Michel, vol I.
- (LA)  Chronica de Mailros.
- (NL)  Codex Diplomaticus Neerlandicus.
- (FR)  Chronique des Ducs de Brabant, Adrian van Baerland, Antwerp (1612).

### Letteratura storiografica
- Antonio Foresti, Mappamondo istorico, tomo quinto, parte quarta, Venezia, Girolamo Albrizzi, 1711.
- Gianfrancesco Pivati, Nuovo dizionario scientifico e curioso sacro-profano, tomo decimo, Venezia, Benedetto Milocco, 1751.
- Abate di Vallemont, Gli elementi della storia, ovvero ciò, che bisogna sapere della cronologia, geografia, storia universale, chiesa del Vecchio, e Nuovo Testamento, monarchie antiche, e novelle, e del blasone., tomo quinto, Venezia, Stamperia di Giambattista Albrizzi q. Gir., 1748.
- (NL) Willem Procurator, Kroniek, Hilversum, Uitgeverij Verloren, 2001, ISBN 978-90-6550-662-7.